# Georges Couthon
Georges Auguste Couthon (ur. 22 grudnia 1755 w Orcet, zm. 28 lipca 1794 w Paryżu) – francuski polityk czasów Wielkiej Rewolucji Francuskiej, jakobin.
Georges Couthon urodził się w wiosce Orcet w Owernii. Ukończył studia prawnicze w Clermont, był też członkiem loży masońskiej w tym mieście. Od 1787 r. zasiadał w regionalnym parlamencie Owernii oraz w radzie Clermont. Był znany ze swojego zaangażowania w działalność na rzecz biednych, jak i z pamfletów, w których krytykował ustrój panujący we Francji i zalecał zmianę absolutyzmu na monarchię konstytucyjną. W prowadzeniu lokalnej aktywności politycznej nie przeszkadzał mu fakt, iż od wczesnej młodości miał sparaliżowane obie nogi i musiał poruszać się na specjalnym fotelu. 
W 1791 r. Couthon został wybrany posłem Owernii do Legislatywy. Po przyjeździe do Paryża został członkiem klubu jakobinów, a jego poglądy ulegały coraz poważniejszej radykalizacji. Nie miał problemów z ponownym wyborem do Konwentu Narodowego, gdzie już otwarcie znajdował się w radykalnej grupie zwolenników Robespierre'a. Wziął aktywny udział w walce o władzę między jakobinami i żyrondystami, głosował za śmiercią króla. 30 maja 1793, na kilka dni przed ostatecznym zwycięstwem jakobinów, został członkiem Komitetu Ocalenia Publicznego.
W sierpniu tego samego roku został komisarzem Konwentu w Lyonie, gdzie jego zadaniem było zdławienie kontrrewolucyjnego powstania rojalistów. Couthon sprawnie zorganizował ochotnicze oddziały republikanów do zdobycia miasta, co nastąpiło 9 października 1793. Choć Konwent zadekretował całkowite zburzenie Lyonu jako karę za antyrządowy bunt, Couthon nie wykonał tego rozkazu, nakazując jedynie pokazowe zburzenie kilku domów. Odmówił również dokonania masowej egzekucji uczestników walk. W związku z tym stracił stanowisko komisarza na rzecz ultraradykalnego Collota d'Herbois, który bez wahania wykonał wszystkie polecenia rządu. 
Couthon cieszył się jednak zbyt wielkim zaufaniem Robespierre'a, by zostać ukaranym za nieposłuszeństwo. Pozostał w KOP i w początku roku 1794 walnie przyczynił się do rozprawy z hebertystami i Dantonem. Był też głównym autorem ustawy o wielkim terrorze. Nie opuścił Robespierre'a do końca – został razem z nim i Saint-Justem aresztowany 9 thermidora i zgilotynowany bez sądu następnego dnia.